# École des hautes études commerciales de Paris

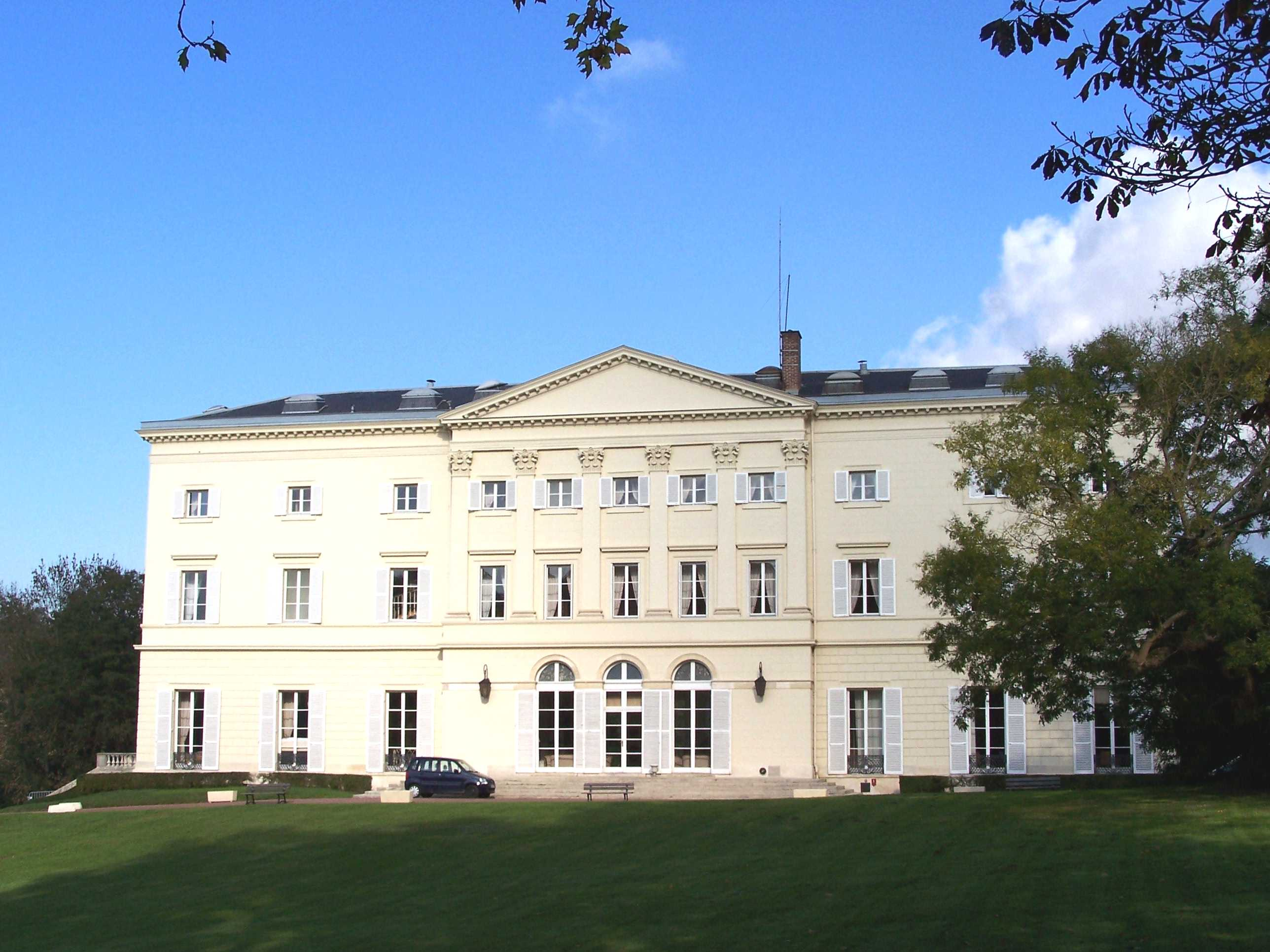
Het kasteel van Jouy-en-Josas, waar de Executive MBA opleiding van HEC Paris georganiseerd wordt

De École des hautes études commerciales de Paris (of HEC Paris) is een gerenommeerde Franse grande école. De instelling werd opgericht in 1881 en wordt heden bestuurd en ondersteund door de kamer van koophandel en industrie van Parijs.
Sinds 1964 is de voornaamste campus van de onderwijsinstelling gelegen te Jouy-en-Josas, ten zuidwesten van Parijs. HEC Paris behoort samen met andere handels- en managementhogescholen sinds 1988 tot de Europese associatie CEMS en is sinds 2008 opgenomen in de overkoepelende organisatie ParisTech. Sinds 2010 is de school ook gevestigd in Doha, HEC Paris in Qatar.
De instelling opende op 4 december 1881 zijn deuren in het centrum van Parijs, aanvankelijk met 57 studenten, en ging de concurrentie aan met de nog oudere École supérieure de commerce de Paris (tegenwoordig ESCP Business School). Na een moeizame start groeide de instelling aan het einde van de 20e eeuw. In 2010 telde HEC Paris circa 2.700 studenten, 108 permanente professoren, circa 700 gastdocenten, en beschikte de school over een jaarbudget van 110 miljoen euro. De toelatingsexamens tellen zeer grote aantallen sollicitanten. De top-4% van hen wordt toegelaten en 99% van deze studenten komt ook daadwerkelijk naar HEC. Het programma biedt meerdere Master of Business Administration programma's. De school biedt ook een Executive Master Innovation and Entrepreneurship aan in samenwerking met Coursera. Het is 100% online en heeft tot doel senior executives die gespecialiseerd zijn in deze twee vakgebieden in 18 maanden op te leiden. In maart 2017 opende het zijn deuren.
Sinds het ontstaan van de The Times Higher Education Supplement Ranking lijsten tot 2012, was HEC Paris onafgebroken als eerste businessschool van Europa genoteerd, met eveneens hoge scores voor de MBA opleiding. Een studie naar de oorsprong van CEO's van de Fortune Global 500 bedrijven plaatste het HEC Paris als vierde meest aanwezige instelling wereldwijd en als populairste instituut met betrekking tot de Europese bedrijven van de lijst.
De school is geaccrediteerd door drie internationale labels: AMBA, EQUIS, and AACSB.